# سیارک ۸۷۸۱
سیارک ۸۷۸۱ (به انگلیسی: 8781 Yurka، نامگذاری:1976GA2) هشت هزار و هفتصد و هشتاد و یکمین سیارک کشف شده‌است که در ۱ آوریل ۱۹۷۶ کشف شد.
قدر مطلق سیارک برابر ۱۴٫۸۰ است.